# 香島村
香島村（かしまむら）は、兵庫県揖保郡にあった村。現在のたつの市の北東端、姫新線・播磨新宮駅の北東一帯にあたる。

## 地理
- 山岳：高倉山
- 河川：揖保川

## 歴史
- 1889年（明治22年）4月1日 - 町村制の施行により、揖東郡香山村・篠首村・上篠村・下篠村・吉島村の区域をもって発足。
- 1896年（明治29年）4月1日 - 所属郡が揖保郡に変更。
- 1951年（昭和26年）4月1日 - 新宮町・西栗栖村・東栗栖村・越部村と合併して新宮町が発足。同日香島村廃止。